# Diệt chủng Hy Lạp
Diệt chủng Hy Lạp, một phần của vụ này được gọi là diệt chủng Pontic, là vụ thanh trừng có hệ thống người Hy Lạp Ottoman Kito giáo khỏi quê hương lịch sử của họ ở Anatolia trong thế chiến I và sau đó (1914–23). Nó được chính phủ Đế quốc Ottoman phát động chống lại dân chúng người Hy Lạp ở Đế quốc này, với các hình thức diệt chủng bao gồm thảm sát, trục xuất cưỡng bức bao gồm tuần hành chết, đuổi học tức khắc, hành quyết tùy tiện, và phá hủy các công trình tôn giáo, lịch sử và văn hóa chính thống giáo Hy Lạp. Theo các nguồn khác nhau, vài trăm ngàn người Hy Lạp Ottoman đã chết trong thời gian này. Phần lớn những người tị nạn và những người sống sót đã chạy qua Hy Lạp (lên đến hơn 1/4 dân số Hy Lạp trước đó). Một số người, đặc biệt là những người ở các tỉnh Đông, đã trú ẩn trong đế quốc Nga láng giềng. Vì vậy, tới thời điểm kết thúc của chiến tranh Hy Lạp-Thổ Nhĩ Kỳ (1919-1922), hầu hết những người Hy Lạp Tiểu Á đã bỏ trốn, hoặc bị giết Những còn lại đã được chuyển giao cho Hy Lạp theo điều khoản trao đổi dân số sau giữa Hy Lạp và Thổ Nhĩ Kỳ năm 1923 sau này, chính thức hóa sự di cư và cấm người tị nạn trở lại. Các nhóm dân tộc khác đã bị tấn công tương tự của Đế chế Ottoman trong giai đoạn này, bao gồm cả người Assyria và Armenia, và một số học giả và các tổ chức đã công nhận những sự kiện như là một phần của chính sách diệt chủng giống nhau .
Các Đồng minh của Thế chiến I lên án các vụ thảm sát được chính phủ Ottoman tài trợ là tội ác chống loài người. Gần đây hơn, các Hiệp hội các học giả diệt chủng quốc tế đã thông qua một nghị quyết trong năm 2007 công nhận các chiến dịch chống lại cộng đồng Kito giáo thiểu số của Đế quốc Ottoman, bao gồm cả những người Hy Lạp, là tội diệt chủng Một số tổ chức khác cũng đã thông qua nghị quyết công nhận các chiến dịch như là một tội ác diệt chủng, trong đó có quốc hội của các nước Hy Lạp, Síp, Thụy Điển, Armenia, Hà Lan, và Áo.